# ビューラータン
ビューラータン (ドイツ語: Bühlertann) は、ドイツ連邦共和国バーデン＝ヴュルテンベルク州シュヴェービッシュ・ハル郡に属す町村（以下、本項では便宜上「町」と記述する）。

## 地理

### 位置
州内でも知られた保養地であるビューラータンは、郡庁所在地シュヴェービッシュ・ハル(16.5km)とエルヴァンゲン(22.5km)の間、標高375m - 500m、コッハー川の支流であるビューラー川の渓谷に位置している。

### 隣接する市町村
西はオーバーゾントハイム、北東はフランケンハルト、東はオストアルプ郡のローゼンベルク。南はビューラーツェルと境を接する。

### 自治体の構成
この自治体は、町名と同名のビューラータン地区の他、フロンロート、ヘッテンスベルク、ハルデン、コットシュピール、および小集落・農場からなる。

## 行政
この自治体は、オーバーゾントハイムに本部を置くオベーレス・ビューラータール行政共同体の一員である。

### 友好都市
- Gaspar （ブラジル南部サンタカタリーナ州、ブルメナウ近郊）この町の付近には、ビューラータンを含めドイツ各地やヨーロッパからの移民が多く住んでいる。

## 引用
1. ↑  Statistisches Landesamt Baden-Württemberg – Bevölkerung nach Nationalität und Geschlecht am 31. Dezember 2023 (CSV-Datei)